# Sick Again
 (février 2017).
Si vous disposez d'ouvrages ou d'articles de référence ou si vous connaissez des sites web de qualité traitant du thème abordé ici, merci de compléter l'article en donnant les références utiles à sa vérifiabilité et en les liant à la section « Notes et références ».
Pistes de Physical Graffiti
Black Country Woman
(8)
Sick Again est une chanson du groupe de rock Led Zeppelin qui figure à la dernière place du double album Physical Graffiti, sorti le 24 février 1975.
Elle fut jouée à presque tous les concerts de 1975 à 1980.
Les paroles évoquent un adolescent qui tombe souvent malade.